# Liste des évêques de Hólar
Liste des évêques de Hólar, ville qui fut, en Islande, le siège de l'un des deux diocèses d'origines (l'autre était situé à Skálholt).

## Catholiques
- 1106 – 1121 : Jón Ögmundsson
- 1122 – 1145 : Ketill Þorsteinsson
- 1147 – 1162 : Björn Gilsson
- 1163 – 1201 : Brandur Sæmundsson
- 1203 – 1237 : Guðmundur góði Arason
- 1238 – 1247 : Bótólfur
- 1247 – 1260 : Heinrekur Kársson
- 1263 – 1264 : Brandur Jónsson
- 1267 – 1313 : Jörundur Þorsteinsson
- 1313 – 1322 : Auðunn rauði
- 1324 – 1331 : Lárentíus Kálfsson
- 1332 – 1341 : Egill Eyjólfsson
- 1342 – 1356 : Ormur Ásláksson
- 1358 – 1390 : Jón skalli Eiríksson
- 1391 – 1411 : Pétur Nikulásson
- 1411 – 1423 : Jón Henriksson
- 1425 – 1435 : Jón Vilhjálmsson
- 1435 – 1440 : Jón Bloxwich
- 1441 – 1441 : Róbert Wodbor
- 1442 – 1457 : Gottskálk Keneksson
- 1458 – 1495 : Ólafur Rögnvaldsson
- 1496 – 1520 : Gottskálk grimmi Nikulásson
- 1524 – 1550 : Jón Arason

## Luthériens
- 1552 – 1569 : Ólafur Hjaltason
- 1571 – 1627 : Guðbrandur Þorláksson
- 1628 – 1656 : Þorlákur Skúlason
- 1657 – 1684 : Gísli Þorláksson
- 1684 – 1690 : Jón Vigfússon
- 1692 – 1696 : Einar Þorsteinsson
- 1697 – 1710 : Björn Þorleifsson
- 1711 – 1739 : Steinn Jónsson
- 1741 – 1745 : Ludvig Harboe
- 1746 – 1752 : Halldór Brynjólfsson
- 1755 – 1779 : Gísli Magnússon
- 1780 – 1781 : Jón Teitsson
- 1784 – 1787 : Árni Þórarinsson (is)
- 1789 – 1798 : Sigurður Stefánsson

Après la mort du dernier évêque en 1798, le siège épiscopal restera vacant pendant trois avant que le diocèse ne soit fusionné le 2 octobre 1801 avec celui de Skálholt pour former un  diocèse unique qui siègera à Reykjavik à partir de 1806. Hólar est restauré à partir de 1909 en tant qu'évêché suffragant du siège épiscopal d'Islande. 
- 1909 – 1927 : Geir Sæmundsson
- 1928 – 1937 : Hálfdán Guðjónsson
- 1937 – 1959 : Friðrik J. Rafnar
- 1959 – 1969 : Sigurður Stefánsson
- 1969 – 1981 : Pétur Sigurgeirsson
- 1982 – 1991 : Sigurður Guðmundsson
- 1991 – 2002 : Bolli Gústavsson
- 2003 – 2012 : Jón Aðalsteinn Baldvinsson
- 2012 - : Solveig Lára Guðmundsdóttir